# Moritz Abraham Levy
Moritz Abraham Levy (auch M. A. Levy; geboren 11. März 1817 in Altona; gestorben 22. Februar 1872 in Breslau, Provinz Schlesien) war ein deutscher Rabbiner, Orientalist, Paläograf und Numismatiker.

## Leben
Levys Lebensweg ist nicht im Detail bekannt. Er wurde als Rabbiner ausgebildet und widmete sich zugleich der wissenschaftlichen Arbeit. Wann und wo er den Doktorgrad erhielt, ist unbekannt. Er wurde Lehrer bei der Jüdischen Gemeinde Breslau, in der er annähernd dreißig Jahre aktiv war. Er unterrichtete unter anderem am von Abraham Geiger gegründeten Jüdisch-Theologisches Seminar in Breslau.
Levy wurde von König Wilhelm I. von Preußen 1865 mit dem Professorentitel ausgezeichnet. Er war ein fruchtbarer Schriftsteller, der neben seinen Monografien regelmäßig in der Zeitschrift der Deutschen Morgenländischen Gesellschaft publizierte und für diese auch den Nachlass von Ernst Osiander aufarbeitete. 
Levy wurde auf dem Alten Jüdischen Friedhof von Breslau beigesetzt.

## Werke (Auswahl)
- Hebräisches Lesebuch, Auswahl historischer, poetischer und prophetischer Stücke aus fast allen biblischen Büchern mit Anmerkungen und einem Wörterbuch, Leuckart, Breslau 1847.
- Ueber die von Layard aufgefundenen chaldäischen Inschriften aus Topfgefässen: Ein Beitrag zur hebräischen Paläographie und zur Religionsgeschichte. In: Zeitschrift der Deutschen Morgenländischen Gesellschaft, Band 9. 1855. S. 465–491 (Digitalisat).
- Phönizische Studien, Bände 1–3, Leuckart, Breslau 1856–1864, Band 4, Schletter, Breslau 1870.
- Ueber die aramäische Inschrift auf einer Vase des Serapeum's zu Memphis, und über eine Gemme mit himjarischer Inschrift. In: Zeitschrift der Deutschen Morgenländischen Gesellschaft, Band 11. 1857. S. 65–74 (Digitalisat).
- Althebräische Siegelsteine. In: Zeitschrift der Deutschen Morgenländischen Gesellschaft, Band 11. 1857. S. 318–324 (Digitalisat).
- Eine dritte Gemme mit himjarischer Inschrift. In: Zeitschrift der Deutschen Morgenländischen Gesellschaft, Band 12. 1858. S. 159–160 (Digitalisat).
- Einige Bemerkungen über altsyrische Schrift und über zwei in Nordafrika gefundene Lateinisch-palmyrenische Inschriften. In: Zeitschrift der Deutschen Morgenländischen Gesellschaft, Band 12. 1858. S. 209–219 (Digitalisat).
- Einige Bemerkungen zu den persischen Studien des Herrn Grafen von Gobineau. In: Zeitschrift der Deutschen Morgenländischen Gesellschaft, Band 12. 1858. S. 305–307 (Digitalisat).
- Bemerkungen zu den arabischen Analekten des Herrn Prof. Hitzig. In: Zeitschrift der Deutschen Morgenländischen Gesellschaft, Band 12. 1858. S. 712 (Digitalisat).
- Erklärung einer neuen neuphönizischen Inschrift aus Constantine. In: Zeitschrift der Deutschen Morgenländischen Gesellschaft, Band 13. 1859. S. 651–658 (Digitalisat).
- Bibelkunde für israelitische Schulen, Leuckart, Breslau 1859.
- Don Joseph Nasi, Herzog von Naxos, seine Familie und zwei jüdische Diplomaten seiner Zeit: eine Biographie nach neuen Quellen dargestellt. Breslau, 1859 (Digitalisat).
- Ueber die nabathäischen Inschriften von Petra, Hauran, vornehmlich der Sinai-Halbinsel und über die Münzlegenden nabathäischer Könige. In: Zeitschrift der Deutschen Morgenländischen Gesellschaft, Band 14. 1860. S. 363–484 (Digitalisat).
- Ein ehernes Gewicht mit einer phönizischen Inschrift aus Nord-Afrika. In: Zeitschrift der Deutschen Morgenländischen Gesellschaft, Band 14. 1860. S. 710–712 (Digitalisat).
- Geschichte der jüdischen Münzen, Nies, Leipzig 1862.
- Zur pönizischen Münzkunde Mauritaniens: Münzen von Syphax, Vermina und Bochus, Breslau 1863.
- Ueber eine lateinisch-griechisch-phönizische Inschrift aus Sardinien, Kreysing, Leipzig 1863.
- Sara Copia Sullam: Lebensbild einer jüdischen italienischen Dichterin aus dem siebzehnten Jahrhundert, Leipzig 1863.
- Phönizisches Wörterbuch, Schletter, Breslau 1864.
- (Hrsg.): Ernst Osiander: Zur himjarischen Alterthumskunde, Kreysing, Leipzig 1864.
- Die biblische Geschichte nach dem Worte der heiligen Schrift der israelitischen Jugend, Schletter, Leipzig 1866.
- Spruchbuch: systematisch geordnetes als Leitfaden für denjüdischen Religionsunterricht, Schletter, Leipzig 1867.
- Siegel und Gemmen mit aramäischen, phönizischen, althebräischen, himjarischen, nabathäischen und altsyrischen Inschriften, Schletter, Leipzig 1869.
- (Übrs.): Salomon Munk: Palästina: geographische, historische und archäologische Beschreibung dieses Landes und kurze Geschichte seiner hebräischen und jüdischen Bewohner, 2 Bände, Leiner, Leipzig 1871–1872.